# Jacoba Haas
 (août 2021).
La mise en forme du texte ne suit pas les recommandations de Wikipédia : il faut le « wikifier ».
Les points d'amélioration suivants sont les cas les plus fréquents. Le détail des points à revoir est peut-être précisé sur la page de discussion.
- Les titres sont pré-formatés par le logiciel. Ils ne sont ni en capitales, ni en gras.
- Le texte ne doit pas être écrit en capitales (les noms de famille non plus), ni en gras, ni en italique, ni en « petit »…
- Le gras n'est utilisé que pour surligner le titre de l'article dans l'introduction, une seule fois.
- L'italique est rarement utilisé : mots en langue étrangère, titres d'œuvres, noms de bateaux, etc.
- Les citations ne sont pas en italique mais en corps de texte normal. Elles sont entourées par des guillemets français : « et ».
- Les listes à puces sont à éviter, des paragraphes rédigés étant largement préférés. Les tableaux sont à réserver à la présentation de données structurées (résultats, etc.).
- Les appels de note de bas de page (petits chiffres en exposant, introduits par l'outil «  Source ») sont à placer entre la fin de phrase et le point final[comme ça].
- Les liens internes (vers d'autres articles de Wikipédia) sont à choisir avec parcimonie. Créez des liens vers des articles approfondissant le sujet. Les termes génériques sans rapport avec le sujet sont à éviter, ainsi que les répétitions de liens vers un même terme.
- Les liens externes sont à placer uniquement dans une section « Liens externes », à la fin de l'article. Ces liens sont à choisir avec parcimonie suivant les règles définies. Si un lien sert de source à l'article, son insertion dans le texte est à faire par les notes de bas de page.
- La présentation des références doit suivre les conventions bibliographiques. Il est recommandé d'utiliser les modèles {{Ouvrage}}, {{Chapitre}}, {{Article}}, {{Lien web}} et/ou {{Bibliographie}}. Le mode d'édition visuel peut mettre en forme automatiquement les références.
- Insérer une infobox (cadre d'informations à droite) n'est pas obligatoire pour parachever la mise en page.

Pour une aide détaillée, merci de consulter Aide:Wikification.
Si vous pensez que ces points ont été résolus, vous pouvez retirer ce bandeau et améliorer la mise en forme d'un autre article.
Pour les articles homonymes, voir Haas.
Jacoba Haas, née à Amsterdam le 17 avril 1946 et morte le 30 juillet 2018, est une artiste peintre néerlandaise autodidacte pratiquant différentes techniques et styles de peinture mais dont l'inspiration était principalement en relation avec les conceptions du mouvement surréaliste du début du XXe siècle.

## Biographie
À 17 ans, Jacoba Haas s'installe à Paris pour travailler aux ateliers de l’Académie de la Grande Chaumière. Pour gagner sa vie, elle fait des portraits à la Place du Tertre à Montmartre. Après cette période de sa vie, Jacoba Haas garde toujours une relation privilégiée avec Paris et la France. Au milieu des années 1960, Jacoba Haas postule pour suivre des cours à l'académie Gerrit Rietveld d'Amsterdam mais sa candidature n'est pas acceptée, probablement en raison des lacunes dans son cursus scolaire. Encouragée par le peintre et historien d'art néerlandais Gé Röling qui l'a poussée à poursuivre sa carrière artistique, Jacoba Haas commence alors à apprendre à peindre par elle-même et débute par une exposition de ses peintures surréalistes à la Galerie Facet à Amsterdam en 1971.
À la fin des années 1970, Willem Wagenaar, connu pour avoir introduit le surréalisme aux Pays-Bas, devient son compagnon dans la vie. 
Willem Wagenaar fit un voyage à Paris en 1924 où il croisa André Breton, poète et théoricien du mouvement surréaliste. Son ami, Joop Moesman rencontra Breton. Willem Wagenaar arrêta de peindre après que son travail fut détruit par les occupants allemands pendant la seconde guerre mondiale. Alors qu’il était dans la résistance hollandaise, il fut emprisonné et a échappé à la mort à la fin de la Seconde Guerre mondiale. Son meilleur ami, le peintre expressionniste Hendrik Werkman a été fusillé pendant la guerre et Willem Wagenaar a survécu mais fut traumatisé par tous ses évènements[pertinence contestée]
Comme compagne de vie, Jacoba Haas est une inspiration pour Willem Wagenaar pour lui permettre de retrouver ses motivations en tant que peintre surréaliste. À travers Willem Wagenaar, elle fréquente le mouvement néerlandais de l'avant-garde surréaliste aux côtés du peintre Moesman et du poète Lehmann, dont elle devient une membre très active et la seule femme à en faire partie. Les membres de ce groupe, association assez peu structurée, se retrouvent une fois par mois à Amsterdam, souvent dans l’atelier de Jacoba Haas, et organisent des évènements à mouvance surréaliste comme des expositions et des présentations de livres entre autres. 
Avec Willem Wagenaar, Jacoba Haas créé une installation artistique nommée « La Salle d’Attente » faisant partie du projet des Intérieurs Hollandais qui est présentée à la 18e Biennale d'Art de Tokyo au Japon en 1990. Cette installation est exposée au musée d'Art métropolitain de Tokyo et au musée municipal d'art de Kyoto et plus tard au Centraal Museum d'Utrecht aux Pays-Bas. 
Avec Willem Wagenaar et par la suite seule, elle voyage au Moyen-Orient, en Inde et au Japon. Elle est inspirée par le symbolisme arabe et indien, présent dans son travail. Ayant vécu quelques années dans une communauté copte en Égypte, elle parle et écrit l'arabe couramment.  
Jacoba Haas séjourne dans la Creuse, département devenu célèbre grâce aux peintres impressionnistes comme Claude Monet et Armand Guillaumin faisant partie de l'École de Crozant. Avec un collègue artiste, elle s'installe à la fin des années 1980 dans le hameau de Védignat (commune d’Ars) et plus tard à Saint-Médard-la-Rochette. Chaque année pendant l'été, elle passe près de trois mois à peindre en plein air et devient une personnalité de la vie culturelle et artistique locale en participant aux manifestations picturales et musicales. En 2004, Jacoba Haas est invitée d'honneur au festival d'Arts et lettres « Le chant de l'eau ». 
À partir de 1989, elle participe régulièrement à des expositions personnelles et collectives dans la région. Une de ses peintures du bourg de la commune d’Ars figure sur un timbre-poste français de l’année 2014.
Jacoba Haas meurt le 30 juillet 2018 à Amsterdam, à l'âge de 72 ans. 

## Œuvre
Il y a une diversité de styles de peinture dans l'œuvre de Jacoba Haas, allant du surréalisme à l'expressionnisme ainsi que des paysages impressionnistes et des portraits symbolistes à connotation magique. Au centre de son œuvre sont les portraits de Jacoba Haas elle-même dansants qui sont traités de manière figurative et abstraite à la fois. Ses autoportraits avec les perspectives obliques du corps font penser au peintre surréaliste Joop Moesman. Certains de ses dessins font aussi référence à la mythologie grecque. 
Dans son œuvre, se retrouve de l'écriture arabe. Rembrandt l'influence dans les clair-obscurs et les expressions du visage dans l’art du portrait. Jacoba Haas est aussi inspirée par les impressionnistes, Vincent Van Gogh et le fauvisme.
Frida Khalo, artiste peintre mexicaine, a aussi été une source d’inspiration pour Jacoba Haas en tant que femme libre. George Sand et avant elle Simone de Beauvoir qui furent des écrivaines célèbres et pionnières de la libération de la femme furent aussi des sources d’inspiration pour elle.